# Yoshiko Tsukioka
Pour les articles homonymes, voir Tsukioka.
Yoshiko Tsukioka (née vers 1925 au Japon) est une patineuse artistique japonaise. Elle a été deux fois championne du Japon en 1947 et 1953.

## Biographie

### Carrière sportive
Yoshiko Tsukioka est une pionnière du patinage artistique féminin au Japon avec Etsuko Inada. Elle est montée sept fois sur le podium des championnats du Japon, dont deux fois sur la plus haute marche en 1947 et 1953.
Elle n'a jamais représenté son pays dans les grandes compétitions internationales (championnats d'Europe, championnats du monde et Jeux olympiques d'hiver), en grande partie à cause de leur interruption pendant la Seconde Guerre mondiale de 1940 à 1946, et de l'interdiction de participation des athlètes japonais de 1947 à 1950 car l'empire du soleil levant était un des pays vaincus.

## Palmarès
| Compétition | 1936 | 1937 | 1938 | 1939 | 1940 | 1941 | 1942 | 1943 | 1944 | 1945 | 1946 | 1947 | 1948 | 1949 | 1950 | 1951 | 1952 | 1953 |
| Jeux olympiques d'hiver |      |      |      |      | JA   |      |      |      | JA   |      |      |      | JI   |      |      |      |      |      |
| Championnats du monde |      |      |      |      | CA   | CA   | CA   | CA   | CA   | CA   | CA   | CI   | CI   | CI   | CI   |      |      |      |
| Championnats du Japon | 2e   | 2e   | 2e   |      | 2e   | 2e   | CA   | CA   | CA   | CA   | CA   | 1re  |      | CA   | CA   |      | CA   | 1re  |
| Légende : JA = Jeux olympiques annulés ; JI = Jeux olympiques interdits aux japonais ; CA= Championnats annulés ; CI = Championnats interdits aux japonais |      |      |      |      |      |      |      |      |      |      |      |      |      |      |      |      |      |      |